# 墨盒 (文具)

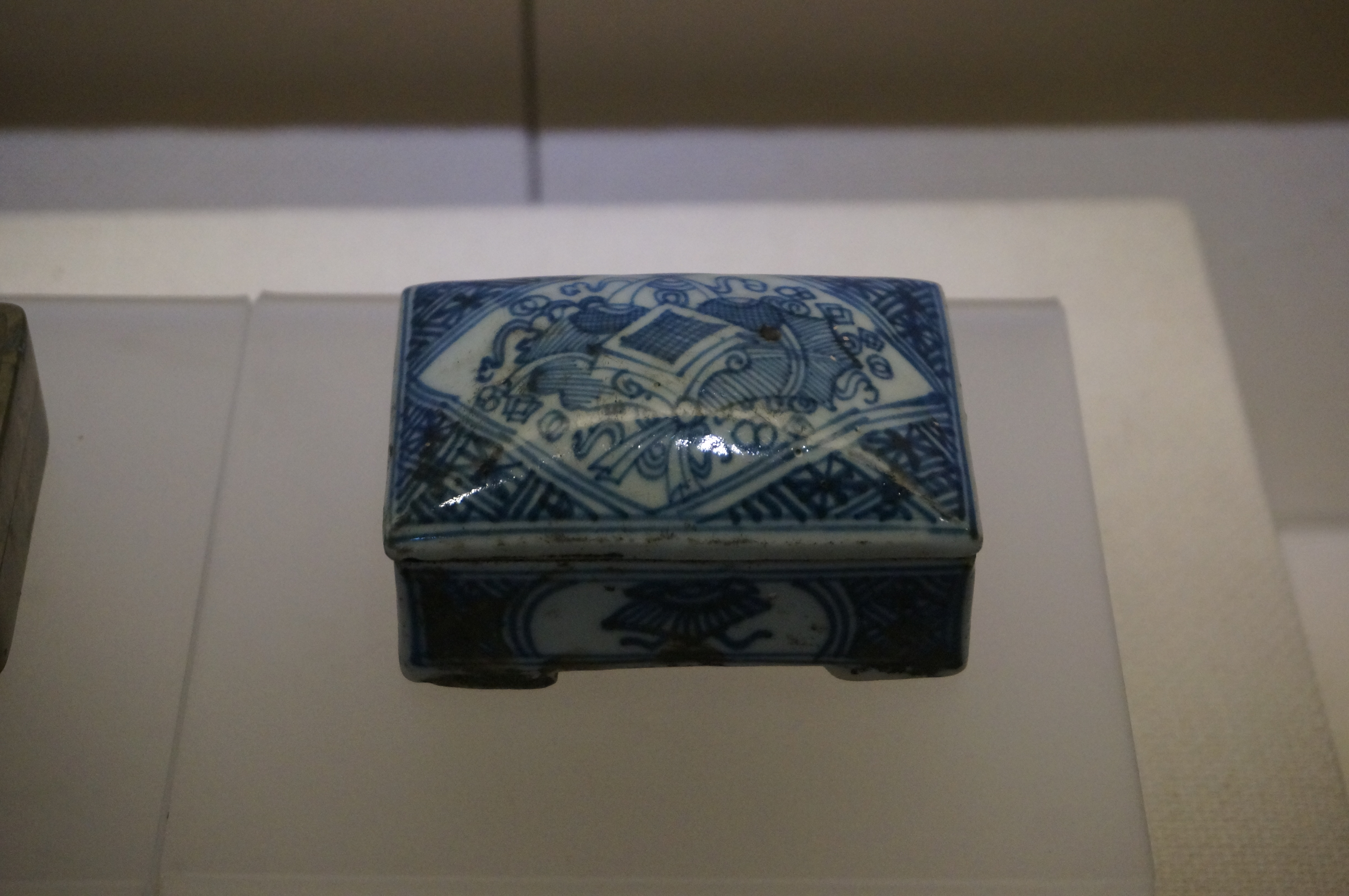
清青花杂宝纹墨盒，绩溪博物馆藏

墨盒是東亞書法使用墨汁代替墨時用來盛載墨汁用作舔墨的文具，具有携带使用方便的特点，可省临时研磨之烦。通常是一個小盒，分上盖和下底两部分，上盖内可镶嵌砚板（以端石为上品），下底置放丝棉，以墨汁浸透，再用毛筆點墨即可書寫。
墨盒约产生于清代嘉慶、道光年間，为墨汁發明時的產物。相傳有位讀書人去參加科舉考試時，他的妻子覺得攜帶笨重的砚台很不方便，就用胭脂和粉浸潤墨汁盛載於化妝盒中，這就是墨盒的原型，經過一個時期的發展演變后成为集墨、硯、銅器、雕刻和字畫等功能于一体的實用工藝品。
墨盒現在仍常用，其形状有方形、圆形和菱形等多种，材质有铜制、石刻或塑料等，以铜制居多。